# 金子晃翔
金子 晃翔 (かねこ あきと、2009年6月10日 - ) は、日本の子役俳優、タレント。

## 出演

### ドラマ
- ガリレオxx 内海薫最後の事件 愚弄ぶ（フジテレビ、2013年） - 前田優一 役
- トクボウ 第3話（日本テレビ、2014年） - 亜紀の息子 役
- おばさん刑事 町田珠子（フジテレビ、2015年） - 橋の上の男の子 役
- NHKスペシャル ネクストワールド（NHK、2015年） - 再現ドラマ 茉奈の友達 役
- 火曜スペシャルBSジャパン開局15周年特別企画 松本清張ミステリー時代劇 ＃4「左の腕」 （BSジャパン、2015年） - 子供 役
- 水曜ミステリー9/トカゲの女 警視庁特殊犯罪バイク班2（テレビ東京、2015年） - 小出勇気 役
- 金曜ナイトドラマ/スミカスミレ 45歳若返った女 第5話（テレビ朝日、2016年） - 子供 役
- ハロー張りねずみ 第3話（TBSテレビ、2017年7月28日） - 河合家の子供 役
- あまんじゃく 元外科医の殺し屋（テレビ東京、2018年9月24日）
- 不適切にもほどがある! 第1話・第3話・第8話（TBSテレビ、2024年1月26日・2月9日・3月15日） - 戸倉 役

### CM
- バンダイ「アンパンマンおしゃべりたまご」（2013年）
- マクドナルド「ハッピーセット マリオ篇」（2013年）
- サントリー天然水（2014年）
- 花王「ビオレu 泡ボディウォッシュ」（2014年）
- 三井住友銀行（2014年） - 園児 役
- 丸美屋 のりたま「続いていく幸せ」篇（2015年）
- en転職/正直な詳細情報編（2015年）
- タカラトミー/ビッグトーマス（2015年）
- さがみ湖リゾート プレジャーフォレスト/じゃぶじゃぶパラダイス2015（2015年）
- KFC「パーティバーレル　早期予約特典」篇（2015年）
- KFC「クリスマス当日販売中」篇（2015年）
- ヤマハ発動機（2016年）
- グリコ「ジャイアントカプリコ」たいへんよくカプばりました篇（2018年）
- いきなり!ステーキ（2019年）

### WEB
- 沢井製薬「あなたの側のこの一錠」篇（2017年）
- LIXIL「はらぺこトイレおばけ by キレイがつづくトイレ INAX」（2017年）
- 信州健康ランド「キーワードを探して大幅割引!!」キャンペーン（2018年）

### バラエティー
- 『ザ!世界仰天ニュース』再現ドラマ（日本テレビ、2014年） -  園児男の子 役
- ファミリーヒストリー/加山雄三編 再現ドラマ（NHK、2015年） - 直亮（5歳） 役
- ほんとにあった怖い話 夏の特別編2016・夏の特別編2017・夏の特別編2018（フジテレビ） - ほん怖クラブメンバーズ
- 絶対に騙されないぞ！犯罪の手口 徹底SP 再現ドラマ（テレビ東京、2017年8月8日）
- ドラフト緊急生特番！お母さんありがとう（TBSテレビ、2017年） - 少年A 役
- 爆報！THEフライデー 加藤剛篇（TBSテレビ、2018年）
- Eダンスアカデミー（NHK Eテレ、2019年） - レギュラー出演

### 映画
- あまのがわ（2018年） - 地元の子供B 役
- 日本大学芸術学部3年実習「泡沫花火」（2019年） - 若葉笑吉 役

### スチール
- サントリー天然水（2014年）
- 花王「ビオレu 泡ボディウォッシュ」（2014年・2015年）
- 新松戸「リノベーションマンション」（2016年）
- 株式会社インプレス できるキッズ 親子で楽しむユーチューバー入門（2018年）

### その他
- 聖教新聞「おばあちゃん篇」（2014年） - ラジオ
- CIVILIAN「生者の行進」（2017年） - MV
- レイヴ「転んだ。」（2018年） - MV